# Jason Bourne : L'Héritage
Série Jason Bourne
La Vengeance dans la peau
(2007) Jason Bourne
(2016)
Pour plus de détails, voir Fiche technique et Distribution.
Jason Bourne : L'Héritage ou La Peur dans la peau : L'Héritage de Bourne au Québec (The Bourne Legacy) est un film américano-japonais  réalisé par Tony Gilroy et sorti en 2012.
C'est le quatrième film de la saga Jason Bourne basée sur le personnage homonyme créé par Robert Ludlum. Le personnage incarné par Matt Damon n'est cependant pas présent dans cet opus. Il se déroule en parallèle au troisième film La Vengeance dans la peau.

## Synopsis
Le programme Treadstone, dont Jason Bourne était l'un des cobayes volontaires, n’était que la partie émergée d’une vaste conspiration. Celle-ci a été ete mise en œuvre par plusieurs branches du gouvernement et concernant plusieurs agences de renseignement, programmes militaires et laboratoires secrets.
De Treadstone est ensuite né Outcome, dont Aaron Cross est l'un des neuf agents. Plus que des tueurs, ce programme forme ces hommes à assumer des missions à haut risque en solo. Mais en dévoilant une partie de l'organisation, Jason Bourne laisse derrière lui un héritage explosif. Désormais tout est compromis, les agents d’Outcome doivent alors être supprimés pour que le directeur du programme, le colonel Byer, puisse continuer ses activités.
Aaron Cross réussit à échapper à l'assassinat puis va être aidé par le docteur Marta Shearing, une biochimiste du programme qui est également sur la liste des personnes à exécuter. Les agents Outcome suivent un traitement médicamenteux qui leur permet d’accroître leurs capacités physiques et intellectuelles, mais qui ne peut pas être interrompu.
Ils se rendent à Manille, où se trouve un virus permettant de rendre définitifs les effets des médicaments. Leur trace est retrouvée, la police de Manille se met à leur recherche et un tueur du programme LARX est envoyé. Une fois le virus injecté, Aaron devient malade, il s'installe alors dans un hôtel. Le lendemain, alors que la police et le tueur les trouvent, une course poursuite s'engage. La police perd leur trace, et le tueur est éliminé par Cross. Ils quittent alors Manille en bateau incognito.

## Fiche technique
Sauf indication contraire, les informations mentionnées dans cette section peuvent être confirmées par la base de données cinématographiques IMDb,  présente dans la section « Liens externes ».
- Titre original : The Bourne Legacy
- Titre français : Jason Bourne : L'Héritage
- Titre québécois : La Peur dans la peau : L'Héritage de Bourne[1]
- Réalisation : Tony Gilroy
- Scénario : Tony Gilroy et Dan Gilroy, d'après une histoire de Tony Gilroy et les personnages créés par Robert Ludlum
- Musique : James Newton Howard
- Direction artistique : Charlie Campbell et Molly Hughes
- Décors : Kevin Thompson
- Costumes : Shay Cunliffe
- Photographie : Robert Elswit
- Montage : John Gilroy
- Production : Patrick Crowley, Frank Marshall, Ben Smith et Jeffrey M. Weiner
  - Production déléguée : Jennifer Fox et Henry Morrison
- Sociétés de production : Universal Pictures, Relativity Media, The Kennedy/Marshall Company, Captivate Entertainment et Dentsu
- Sociétés de distribution : Universal Pictures (États-Unis), Universal Pictures International France (France)
- Budget : 125 000 000 USD
- Pays de production :  États-Unis,  Japon
- Langue originale : anglais
- Format : couleur - 35 mm - 2,35:1 - son Dolby Digital
- Genre : thriller, espionnage, action'
- Durée : 135 minutes
- Dates de sortie :
  - Canada, États-Unis : 10 août 2012[2]
  - Belgique : 12 septembre 2012
  - France : 31 août 2012 (festival du cinéma américain de Deauville)
  - France : 19 septembre 2012[1]

Source : IMDb

## Distribution
- Jeremy Renner (VF : Jérôme Pauwels ; VQ : Jean-François Beaupré) : Aaron Cross / Kenneth James Kitsom / le docteur Karl Brundage / Outcome 5
- Rachel Weisz (VF : Laura Préjean ; VQ : Anne Bédard) : le docteur Marta Shearing, la généticienne
- Edward Norton (VF : Patrick Mancini ; VQ : Antoine Durand) : le colonel à la retraite Eric Byer
- Stacy Keach (VF : Thierry Murzeau ; VQ : Aubert Pallascio) : l'administrateur Mark Turso
- Dennis Boutsikaris (VF : Pierre Laurent ; VQ : Sébastien Dhavernas) : Terrence Ward
- Oscar Isaac (VF : Axel Kiener ; VQ : Nicolas Charbonneaux-Collombet) : no 3
- Joan Allen (VF : Véronique Augereau ; VQ : Claudine Chatel) : Pamela « Pam » Landy
- Albert Finney (VF : Richard Leblond ; VQ : Yves Massicotte) : Dr Albert Hirsch
- David Strathairn (VF : Hervé Bellon ; VQ : Daniel Lesourd) : Noah Vosen
- Scott Glenn (VF : Jean Barney ; VQ : Jean-Marie Moncelet) : Ezra Kramer
- Donna Murphy (VF : Gaëlle Savary ; VQ : Johanne Garneau) : Dita Mandy
- Michael Chernus (VF : Jérôme Rebbot ; VQ : Stéphane Rivard) : Arthur Ingram
- Corey Stoll (VF : Jean-Baptiste Marcenac ; VQ : Patrick Chouinard) : Vendel
- Zeljko Ivanek (VF : Guy Chapelier ; VQ : François Godin) : Dr Donald Foite
- Elizabeth Marvel : la psychothérapeute Connie Dowd
- Louis Ozawa Changchien : le tueur (nom de code : LARX-3)
- Michael Berresse (VF : Sébastien Finck) : Leonard
- David Asmar : Evan Pines
- Michael Papajohn : Larry Hooper
- Eli Harris (VF : Gilles Morvan ; VQ : Sylvain Hétu) : un colonel
- Lou Veloso : le pêcheur
- David Leitch : le chauffeur

Sources et légendes : version française (VF) par Symphonia Films sur AlloDoublage et sur RS Doublage ; Version québécoise (VQ)

## Production

### Genèse et développement
Après le succès des trois précédents films au box-office, les producteurs ont réfléchi à faire un quatrième film. Ce 4e film entre en développement en octobre 2008. Matt Damon et le réalisateur Paul Greengrass sont alors annoncés sur le projet. George Nolfi, coscénariste de La Vengeance dans la peau, est alors chargé d'écrire un script, le premier à ne pas être adapté d'un roman de Robert Ludlum. Joshua Zetumer écrit un autre scénario en parallèle, avant que George Nolfi parte sur le projet L'Agence. En novembre 2009, Matt Damon rapporte qu'aucun scénario n'a encore été approuvé mais qu'il espère un tournage courant 2011. En décembre 2009, l'acteur annonce qu'il ne souhaite pas faire un autre film sans Paul Greengrass, ce dernier ayant annoncé un mois plus tôt qu'il ne reviendra pas. En janvier 2010, Matt Damon déclare que ce 4e film devrait plutôt être une préquelle de La Mémoire dans la peau avec un nouvel acteur,.
En octobre 2010, Tony Gilroy est officialisé comme réalisateur. Il a auparavant coécrit les trois précédents films de la saga Jason Bourne. Quelques jours plus tard, Tony Gilroy déclare : « Il ne s'agit ni d'un reboot, ni d'un remplacement, ni d'un prequel. Personne ne va remplacer Matt Damon. Il y aura un héros tout neuf, dans un chapitre tout neuf..., c'est un projet autonome ». Par ailleurs, il explique que le film emprunte le titre original du roman La Peur dans la peau (The Bourne Legacy) d'Eric Van Lustbader qui fait suite à ceux de Robert Ludlum, décédé en 2001. Cependant, le film n'en reprend pas l'histoire. Tony Gilroy coécrit le scénario avec son frère Dan. Un nouveau personnage est créé, Aaron Cross.

### Attribution des rôles
| |  |  |
| Les acteurs principaux Jeremy Renner et Rachel Weisz pour la présentation du film au Festival du cinéma américain de Deauville 2012. |  |  |

Lorsqu'il a été annoncé que Matt Damon ne reviendrait pas pour ce 4e opus, de nombreux acteurs ont été évoqués plus ou moins de manière officielle : Dominic Cooper, Garrett Hedlund, Joel Edgerton, Oscar Isaac, Luke Evans, Logan Marshall-Green, Taylor Kitsch ou encore Shia LaBeouf. Jeremy Renner est finalement confirmé en avril 2011.
En juillet 2011, Edward Norton est annoncé en antagoniste principal. Quelques jours plus tard, il est annoncé que Joan Allen et Albert Finney reprendront respectivement leurs personnages de Pam Landy et du Dr. Albert Hirsch.

### Tournage
Le tournage a lieu aux États-Unis (Chicago, Staten Island, Long Island, New York, Kaufman Astoria Studios), aux Philippines (Manille, El Nido), au Canada (Calgary, Pays de Kananaskis) ainsi qu'en Corée du Sud (Séoul, Gangnam-gu).

### Musique
- Cleaning This Gun (Come On In Boy) (en) par Rodney Atkins (en).
- Patcha par Mocha Girls (en).

### Bande originale
Albums de James Newton Howard
Blanche-Neige et le Chasseur
(2012) After Earth
(2013)
Bandes originales de Jason Bourne
La Vengeance dans la peau
(2007) Jason Bourne
(2016)
La musique du film est composée par James Newton Howard, qui succède à John Powell, compositeur des trois films précédents.
Liste des titres
1. Legacy - 2:39
2. Drone - 4:15
3. NRAG - 0:58
4. You Fell in Love - 1:41
5. Program Shutdown - 3:00
6. Over the Mountain - 0:51
7. High Powered Rifle - 2:49
8. They're All Dead - 2:48
9. Manila Lab - 2:39
10. Wolves / Sick Ric - 2:18
11. Doctor of What? - 4:28
12. Aaron in Chicago - 1:31
13. Wolf Attack - 2:57
14. Chem Talk - 1:35
15. Flight 167 - 3:29
16. Aaron Run! - 1:07
17. You Belong Here - 1:16
18. Cognitive Degrade - 2:48
19. 17 Hour Head Start - 3:50
20. Viralled Out - 0:57
21. You're Doing Fine - 1:17
22. Simon Ross - 1:37
23. Larx Tarmac - 1:45
24. Magsaysay Suite - 3:03
25. Aftermath - 2:48
26. Extreme Ways (Bourne's Legacy) - 4:50 (interprété par Moby)

## Accueil

### Critique
Jason Bourne : L'Héritage a reçu des critiques mitigées. Sur Rotten Tomatoes, le film est approuvé avec un taux de 56 % basé sur 225 opinions avec une note moyenne de 5,83⁄10. Le consensus critique du site est le suivant : « Ce n'est pas aussi convaincant que la trilogie précédente, mais Jason Bourne : L'Héritage prouve que la franchise a encore des histoires à raconter et bénéficie du travail magnétique de Jeremy Renner dans le rôle principal ». Sur Metacritic, le film a un score de 61⁄100 basé sur 42 critiques, indiquant « des critiques généralement favorables ». Les spectateurs interrogés par CinemaScore ont attribué au film une note moyenne de « B » sur une échelle de A+ à F.
L'accueil en France est plus modéré, le site Allociné lui attribue une moyenne de 3.1⁄5.

### Box-office
Dès son premier week-end en salles aux États-Unis, Jason Bourne : L'Héritage prend la tête du box-office avec 38 142 825 $ de recettes totalisées, parvenant à faire un meilleur démarrage que La Mémoire dans la Peau, qui, en 2002, engrangeait 27 118 640 $ de recettes durant la même période, mais ne parvient à atteindre les recettes des deux opus suivants durant le premier week-end à l'affiche (La Mort dans la Peau avec 52 521 865 $ et La Vengeance dans la Peau avec 69 283 690 $). En première semaine, les bénéfices s'élèvent à 52 561 080 $. Resté treize semaines à l'affiche, Jason Bourne : L'Héritage totalise 113 203 870 $, résultat décevant au vu de son budget de production de 125 millions $ et en comparaison avec les recettes des trois précédents volets au box-office américain .
Les recettes internationales s'élèvent à 162 940 880 $, portant le cumul des recettes pour le box-office mondial à 276 144 750 $, se classant à la troisième place des meilleures recettes mondiales de la série de films Bourne.
En France, le film totalise 950 724 entrées après être resté sept semaines en salles. Il s'agit du deuxième film, après La Mémoire dans la Peau (765 614 entrées), à ne pas atteindre le million d'entrées au box-office.
| Pays ou région    | Box-office      | Date d'arrêt du box-office | Nombre de semaines |
| ----------------- | --------------- | -------------------------- | ------------------ |
| États-Unis Canada | 113 203 870 $   | 8 novembre 2012            | 13                 |
| France            | 950 724 entrées | -                          | -                  |
| Total mondial     | 276 144 750 $   | —                          | —                  |

## Autour du film
Exceptionnellement, l'acteur Edward Norton n'est pas doublé par Damien Boisseau. Ce dernier est également la voix française de Matt Damon qui joue le rôle principal de la saga Jason Bourne, bien qu'il n'apparaisse pas dans cet opus.

## Suite
En juin 2012, le producteur Frank Marshall déclare « Mon rêve c’est que dans le prochain épisode on voit Matt et Jeremy faire équipe ».
En septembre 2012, Universal confirme la mise en chantier d'une suite, toujours avec Jeremy Renner. Anthony Peckham est annoncé comme scénariste.
En novembre 2013, Justin Lin, le réalisateur des opus 3 à 6 d'une autre franchise de Universal, Fast and Furious, est choisi pour remplacer Tony Gilroy à la mise en scène.
Mais en septembre 2014, Paul Greengrass annonce qu'il va réaliser le cinquième opus de la saga, le projet avec Jeremy Renner et Justin Lin étant juste reporté par le studio. Deux mois après, Matt Damon confirme son retour dans le rôle-titre.
En janvier 2015, le producteur de la franchise, Frank Marshall, confirme la volonté de conserver un univers commun, mais où Jason Bourne et Aaron Cross évolueront chacun de leur côté. Le tournage de Jason Bourne, qui voit les retours de Matt Damon et Paul Greengrass, débute le 8 septembre 2015.

### SagaJason Bourne
1. La Mémoire dans la peau (The Bourne Identity) de Doug Liman (2002)
2. La Mort dans la peau (The Bourne Supremacy) de Paul Greengrass (2004)
3. La Vengeance dans la peau (The Bourne Ultimatum) de Paul Greengrass (2007)
4. Jason Bourne : L'Héritage (The Bourne Legacy) de Tony Gilroy (2012)
5. Jason Bourne de Paul Greengrass (2016)